# 第8回全国障害者スポーツ大会
| 参加人数     | 約3,400人            |
| 競技数       | 正式競技13           |
| 開会式       | 10月11日             |
| 閉会式       | 10月13日             |
| 選手宣誓     | 笹原廣喜、清祐良子   |
| 炬火ランナー | 後藤謙始、佐藤佳代子 |
| 主競技場     | 九州石油ドーム       |

第8回全国障害者スポーツ大会は2008年10月11日から10月13日まで大分市を主会場に開催された。愛称は「チャレンジ!おおいた大会」。チャレンジ!おおいた国体との同時開催で、大分県での開催は1966年の第2回全国身体障害者スポーツ大会大会以来42年ぶり。